# Astro- und Feinwerktechnik
Die Astro- und Feinwerktechnik Adlershof GmbH ist ein Unternehmen der deutschen Luft- und Raumfahrtbranche, das hauptsächlich in der Fertigung und Erprobung von Raumfahrtkomponenten und -systemen, im Sondermaschinenbau und auf dem Gebiet der Feinmechanik tätig ist. Das Unternehmen begann 1993 als Ausgründung aus dem Deutschen Zentrum für Luft- und Raumfahrt durch Mitarbeiter des Instituts für Weltraumsensorik und ist heute ein bedeutendes mittelständisches Systemhaus im Raumfahrtbereich. In Deutschland ist die Astro- und Feinwerktechnik Adlershof GmbH eines der führenden Unternehmen auf dem Bereich der Kleinsatelliten.

## Geschäftsfelder
Die Astro- und Feinwerktechnik Adlershof GmbH ist eines von wenigen deutschen Unternehmen, das Raumfahrtsysteme bis hin zu vollständigen Satellitenbussen entwickelt, konstruiert und testet. Gebaut werden zum Beispiel Reaktionsräder, Solarpanele und entfaltbare Auslegerarme für Satelliten sowie das dazugehörige Ground Support Equipment. Die Firma verfügt ebenfalls über einen Lageregelungsteststand, an dem verschiedene Universitäten und Unternehmen das Attitude Determination and Control System ihrer Klein- und Mikrosatelliten im Betrieb testen. Aufwendige Maschinen für Umweltsimulationen wie Vibrations-, Vakuums- und Pyroshocktests, die für Raumfahrtsysteme durchgeführt werden müssen, sind ebenfalls vorhanden. Aufgrund dieser Spezialmaschinen ist Astro- und Feinwerktechnik auch in der Lage, Sondermaschinen für Extremanwendungen auf der Erde herzustellen und extrem präzise feinmechanische Anwendungen durchzuführen.

### Ausgewählte Projekte
Die Astro- und Feinwerktechnik hat an diversen bekannten Raumfahrtprojekten mitgearbeitet. Mit dem Deutschen Zentrum für Luft- und Raumfahrt arbeitete sie zusammen an dem BIRD-Kleinsatelliten und an der Konstruktion und Entwicklung des Cosmic Dust Analyzer, einem der fünf Hauptexperimente der Cassini-Huygens-Mission zur Erforschung des Saturns und seiner Monde. Am geostationären Forschungssatelliten Heinrich Hertz, der frühestens 2023 starten soll, ist das Unternehmen an drei Nutzlasten beteiligt. Andere, maßgeblich durch Astro- und Feinwerktechnik realisierte Projekte sind:
- TET-1: Der Satellit TET-1 (Technologieerprobungsträger 1) ist zentraler Bestandteil des „On-Orbit-Verifikation von neuen Techniken und Technologien“ (OOV) – Programms des DLR. Dieses soll der deutschen Industrie und Forschungsgemeinschaft die Möglichkeit geben, neuartige Technologien und Innovationen im Weltraum zu verifizieren und dadurch deren Marktchancen zu verbessern. Der Satellitenbus basiert auf dem Bussystem des BIRD-Kleinsatelliten und wurde im Auftrag der Kayser-Threde GmbH von Astro- und Feinwerktechnik in Zusammenarbeit mit dem DLR entwickelt und gebaut. Am 22. Juli 2012 ist TET-1 an Bord einer Sojus-Rakete gestartet und konnte im Folgenden seine Mission erfolgreich durchführen.[4]

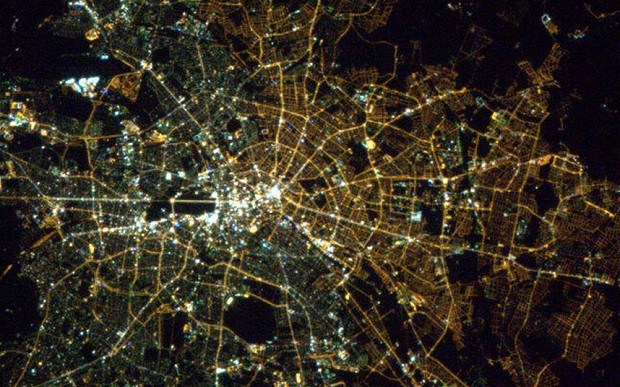
Berlin bei Nacht, Foto aufgenommen mit dem Nightpod auf der ISS

- Nightpod: Das Nightpod ist ein computergesteuertes, intelligentes Kamerastativ für die ISS. Da sich die Internationale Raumstation auf ihrem Orbit mit hoher Geschwindigkeit gegenüber der Erde bewegt, kommt es bei Fotografien der Oberfläche, besonders bei Nachtaufnahmen und Aufnahmen mit höheren Belichtungszeiten, zu unscharfen und „verwaschenen“ Bildern. Das Nightpod kompensiert diese Bewegungsunschärfe und führt das Kameraobjektiv automatisch entgegen der Flugrichtung der ISS kontinuierlich nach, so dass das gewählte Motiv konstant im Fokus der Kamera bleibt. Das Nightpod wurde von Astro- und Feinwerktechnik durch direkten Auftrag der Cosine Science & Computing BV in Auftrag der ESA entwickelt, konstruiert und gefertigt und befindet sich seit 2011 im Einsatz in der Cupola der ISS.[5]
- BepiColombo: bei dieser Mission entwickelte Astrofein MERTIS (Mercury Radiometer and Thermal Infrared Spectrometer). Dabei handelt es sich um ein Spektrometer für die Untersuchung der Oberfläche von Merkur.
- Rosetta (Sonde): Bei der Rosetta Mission wurde in Kooperation mit dem DLR die Struktur des MUPUS (MUlti-PUrpose Sensors for Surface and Sub-Surface Science) entwickelt, welche sich auf dem Lander Philae befand.

## Preise und Auszeichnungen
- ESA Space Spin-Off Award 2012[6]
- Deutschland – Land der Ideen – Ausgewählter Ort 2011[7]
- Bayerischer Staatspreis 2011 und 2010
- Lilienthalpreisgewinner 2010[8]